# Englerina subquadrangularis
Englerina subquadrangularis là một loài thực vật có hoa trong họ Loranthaceae. Loài này được (De Wild.) Polhill & Wiens mô tả khoa học đầu tiên năm 1992.